# 布提利米特
布提利米特是西非國家毛里塔尼亞的城市，位於該國西南部特拉扎省，處於首都努瓦克肖特東南164公里，海拔高度約50米，市內有多所伊斯蘭學校，2010年人口估計約38,952。

## 友好城市
- 法國 萨维尼勒唐普勒

## 外部連結
- The Boutilimit City （页面存档备份，存于）
- The Boutilimit Manuscripts （页面存档备份，存于）
- Saudi Aramco World: Mauritania's Manuscripts

17°31′N 14°46′W / 17.517°N 14.767°W